# Wiener SC
Wiener Sport-Club (zwykle znany jako WSC lub Wiener SC) – austriacki klub piłkarski z siedzibą w Wiedniu w dzielnicy Dornbach.

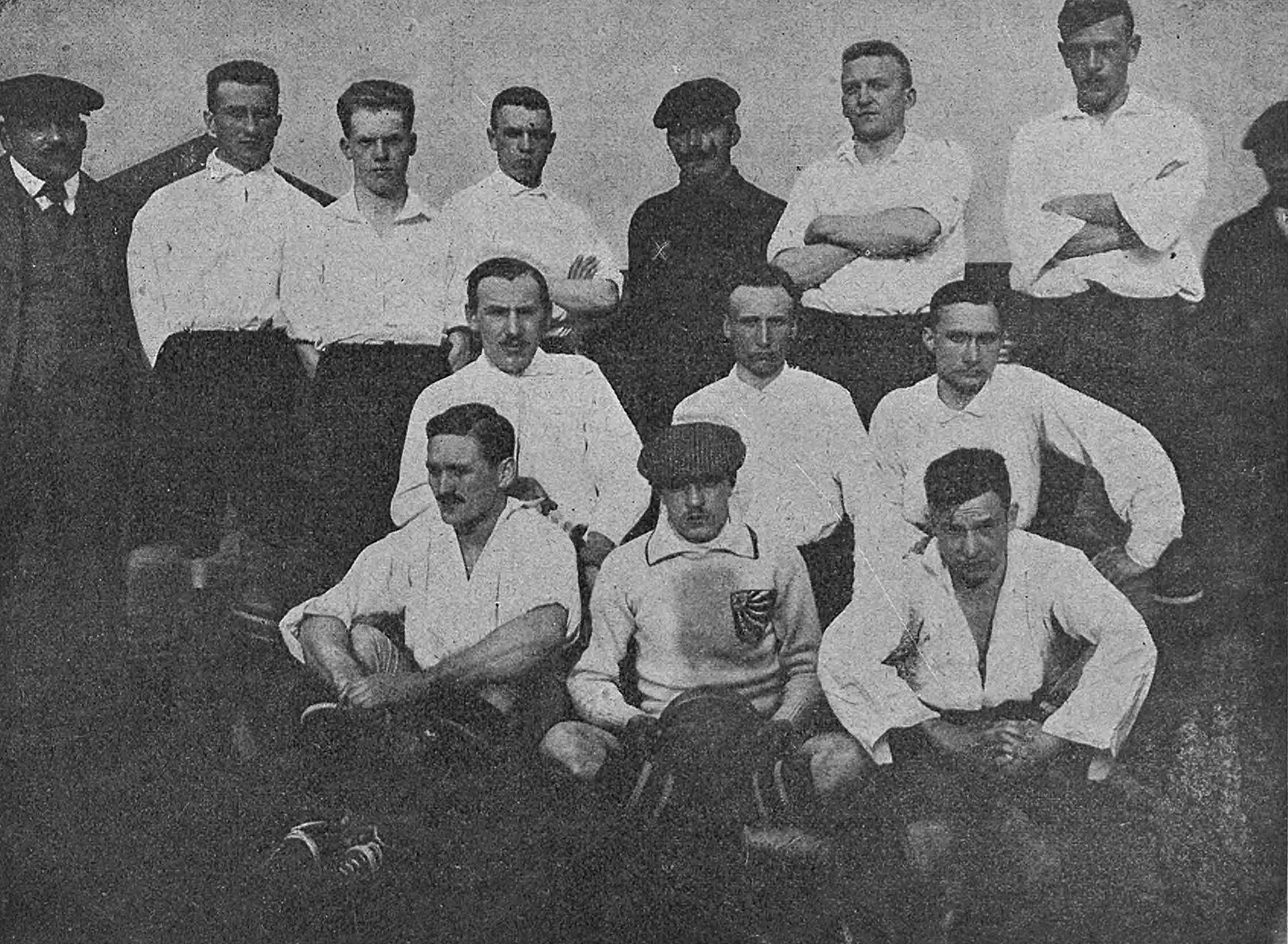
Wiener Sport-Club (1911)

## Historia
Chronologia nazw:
- 1883: Wiener CC (niem. Wiener Cyclisten Club)
- 1907: Wiener SC (niem. Wiener Sport-Club) – po fuzji z Wiener Sportvereinigung

Klub powstał 24 lutego 1883 roku pod nazwą Wiener Cyclisten Club. Sekcja piłkarska klubu istnieje od roku 1907, kiedy to nastąpiła fuzja z Wiener Sportvereinigung i w konsekwencji przyjęcie obecnej nazwy Wiener Sport-Club. W toku całej swej historii klub posiadał sekcje fechtunku, boksu, zapasów, kolarstwa, piłki ręcznej, lekkiej atletyki, hokeja, tenisa, piłki nożnej i waterpolo. Najdłużej działają sekcje fechtunku i piłki nożnej, a w 2005 roku doszła jeszcze sekcja waterpolo.
Drużyna piłkarska zdobyła mistrzostwo Austrii w 1922 roku oraz dwukrotnie w "złotym okresie" klubu, czyli w latach 50. W 1958 roku w Pucharze Mistrzów WSC rozgromił 7:0 Juventus F.C. - do dziś jest to najwyższa porażka, jaką poniósł włoski klub w europejskich pucharach. Dwa bankructwa klubu w latach 90. strąciły drużynę do poziomu rozgrywek regionalnych.
Legendą klubu jest piłkarz, a później trener Erich Hof.

## Osiągnięcia
- Mistrz Austrii: 1922, 1958, 1959
- Wicemistrz Austrii: 1912, 1938, 1955, 1960, 1969, 1970, 1977
- Puchar Austrii: 1923
- Finał Pucharu Austrii: 1919, 1921, 1937, 1938, 1969, 1972, 1977

### Królowie strzelców ligi austriackiej
- Franz Jelinek: 1942
- Walter Horak: 1958
- Erich Hof: 1959, 1963
- Uwe Gayer: 1965
- Günther Kaltenbrunner: 1970

## Europejskie puchary
Legenda do wszystkich tabel:
- Q – runda eliminacyjna, 1/16, 1/8, 1/4, 1/2 – odpowiednia faza rozgrywek, Grupa – runda grupowa, 1r gr – pierwsza runda grupowa, 2r gr – druga runda grupowa, F – finał, R – runda, PO – play-off
- k. – rzuty karne, los. – losowanie, Dogr. – dogrywka, w. – zasada bramek strzelonych na wyjeździe

| Sezon   | Rozgrywki              | Runda | Klub                     | Dom | Wyjazd | Ogólnie      |
| ------- | ---------------------- | ----- | ------------------------ | --- | ------ | ------------ |
| 1958/59 | Puchar Europy          | Q     | Juventus F.C.            | 7–0 | 1–3    | 8–3          |
| 1958/59 | Puchar Europy          | 1/8   | Dukla Praga              | 3–1 | 0–1    | 3–2          |
| 1958/59 | Puchar Europy          | 1/4   | Real Madryt              | 0–0 | 1–7    | 1–7          |
| 1959/60 | Puchar Europy          | Q     | Petrolul Ploeszti        | 0–0 | 2–1    | 2–1          |
| 1959/60 | Puchar Europy          | 1/8   | Boldklubben 1909         | 2–2 | 3–0    | 5–2          |
| 1959/60 | Puchar Europy          | 1/4   | Eintracht Frankfurt      | 1–1 | 1–2    | 2–3          |
| 1964/65 | Puchar Miast Targowych | 1R    | Lokomotive Leipzig       | 2–1 | 1–0    | 3–1          |
| 1964/65 | Puchar Miast Targowych | 2R    | Ferencvárosi TC          | 1–0 | 1–2    | 2–2, 0–2 (W) |
| 1965/66 | Puchar Miast Targowych | 1R    | PAOK FC                  | 6–0 | 1–2    | 7–2          |
| 1965/66 | Puchar Miast Targowych | 2R    | Chelsea                  | 1–0 | 0–2    | 1–2          |
| 1966/67 | Puchar Miast Targowych | 1R    | SSC Napoli               | 1–2 | 1–3    | 2–5          |
| 1967/68 | Puchar Miast Targowych | 1R    | Atlético Madryt          | 2–5 | 1–2    | 3–7          |
| 1968/69 | Puchar Miast Targowych | 1R    | Slavia Praga             | 1–0 | 0–5    | 1–5          |
| 1969/70 | Puchar Miast Targowych | 1R    | Ruch Chorzów             | 4–2 | 1–4    | 5–6          |
| 1970/71 | Puchar Miast Targowych | 1R    | KSK Beveren              | 0–2 | 0–3    | 0–5          |
| 1979/80 | Puchar UEFA            | 1R    | CS Universitatea Craiova | 0–0 | 1–3    | 1–3          |